# Frank Foss
Frank Kent Foss (9. května 1895, Chicago – 5. dubna 1989 Hinsdale) byl americký atlet, který zvítězil na letních olympijských hrách 1920 ve skoku o tyči.

## Sportovní kariéra
Byl mistrem USA ve skoku o tyči v letech 1919 a 1920. V roce 1919 vytvořil nejlepší světový výkon 405 cm, který však nebyl uznán jako světový rekord. Na olympiádě v Antverpách v roce 1920 zvítězil v novém světovém rekordu 409 cm.